# Ghiacciaio Dinsmoor
Il ghiacciaio Dinsmoor (in inglese Dinsmoor Glacier) è un ghiacciaio situato sulla costa di Nordenskjöld, nella parte orientale della Terra di Graham, in Antartide. Il ghiacciaio, il cui punto più alto si trova 533 m s.l.m., si trova in particolare sul versante meridionale dell'altopiano Detroit e da qui fluisce verso est, passando fra il picco Darzalas e il monte Elliott, fino ad entrare nella baia Mundraga.

## Storia
Il ghiacciaio Dinsmoor è stato mappato dal British Antarctic Survey, che all'epoca si chiamava ancora Falkland Islands and Dependencies Survey, grazie a fotografie aeree scattate durante una spedizione della stessa agenzia nel 1960-61 ed è stato poi così battezzato dal Comitato britannico per i toponimi antartici in onore di Charles Dinsmoor che, nel 1886, inventò un predecessore del cingolo e dei veicoli cingolati che fu poi messo in vendita, nel 1906, dalla Holt Manufacturing Company di Stockton, California.